# هیزل (ویرجینیای غربی)
هیزل (به انگلیسی: Hazel) یک منطقهٔ مسکونی در ایالات متحده آمریکا است که در شهرستان وتزل، ویرجینیای غربی واقع شده‌است. هیزل ۳۰۲٫۹۷ متر بالاتر از سطح دریا واقع شده‌است.